# Departament d'Itapúa
Itapúa és el VII departament de Paraguai, també conegut com "El graner del país". La seua capital és la ciutat d'Encarnación.